# Gruppo di NGC 452
Il Gruppo di NGC 452 comprende almeno una ventina di galassie situate nella costellazione dei Pesci.
La distanza media tra il centro di massa di questo gruppo e la nostra Via Lattea è di circa 229 milioni di anni luce (70,3 Mpc).
Garcia nel 1993 ha pubblicato una lista di 22 galassie appartenenti a questo gruppo. Nel 1998, Mahtessian ha pubblicato un articolo in cui elenca 14 galassie appartenenti a questo gruppo. Alcune di queste galassie sono incluse anche nell'Atlas of Peculiar Galaxies compilato da Halton Arp con la designazione Arp 331.

## Membri
La tabella sottostante riporta le 22 galassie appartenenti al gruppo nell'ordine indicato nell'articolo di Garcia. Le galassie presenti anche nell'articolo di Mahtessian sono marcate con *. Le due galassie presenti nella lista di Mahtessian, ma non in quella di Garcia sono marcate **. Le galassie NGC 380, NGC 384 e UGC 714 sono inserite nella lista di Mahtessian, ma probabilmente non fanno parte di questo gruppo in quanto sono molto più vicine alla nostra Via Lattea. Inoltre secondo Garcia, le galassie NGC 380 e NGC 384 assieme a UGC 714 formano un gruppo separato di galassie, denominato Gruppo di NGC 380.
Le tre galassie NGC 386, NGC 387 e NGC 388 che fanno parte del raggruppamento Arp 331 sono state aggiunte alla fine dell'elenco dei membri in quanto si trovano nella stessa regione di cielo e a una distanza di 70,0 Mpc, che è paragonabile a quella degli altri membri del Gruppo di NGC 452.
| Nome                   | Classificazione | Tipo                           | RA (J2000.0)  | DEC (J2000.0) | Velocità radiale (km/s) | Magnitudine apparente | Distanza (Mpc) | Dimensioni (kal) |
| ---------------------- | --------------- | ------------------------------ | ------------- | ------------- | ----------------------- | --------------------- | -------------- | ---------------- |
| UGC 657                | Sm?             | Spirale magellanica            | 01h 03m 59.1s | 32° 57′ 49″   | 4966 ± 10               | 12,725 ± 0,008(NI)    | 68,9 ± 4,8     | 82               |
| NGC 382*               | E?              | Ellittica                      | 01h 07m 23.9s | 32° 24′ 14″   | 5229 ± 20               | 13,2                  | 72,8 ± 5,1     | 48               |
| NGC 383*               | SA0-:           | Lenticolare                    | 01h 07m 24.9s | 32° 24′ 45″   | 5098 ± 12               | 12,2                  | 70,8 ± 5,0     | 126              |
| NGC 385*               | SA0-:           | Lenticolare                    | 01h 07m 27.2s | 32° 19′ 10″   | 4975 ± 20               | 13,0                  | 69,0 ± 4,9     | 84               |
| NGC 399*               | SBa?            | Lenticolare                    | 01h 08m 59.2s | 32° 38′ 04″   | 5167 ± 20               | 13,5                  | 71,9 ± 5,1     | 85               |
| NGC 403                | S0/a?           | Lenticolare                    | 01h 09m 14.1s | 32° 45′ 08″   | 5090 ± 11               | 12,5                  | 70,7 ± 5,0     | 140              |
| UGC 7241               | S               | Spirale                        | 01h 09m 59.4s | 32° 22′ 06″   | 5179 ± 5                | 13,61                 | 72,0 ± 5,1     | 193              |
| UGC 743                | Sa              | Spirale                        | 01h 11m 18.5s | 31° 53′ 19″   | 5229 ± 20               | 14,59                 | 72,8 ± 5,1     | 107              |
| NGC 420*               | S0?             | Lenticolare                    | 01h 12m 09.6s | 32° 07′ 23″   | 5010 ± 10               | 12,1                  | 69,6 ± 4,9     | 120              |
| NGC 443                | (R)S0(r)a?      | Lenticolare                    | 01h 15m 07.6s | 33° 22′ 38″   | 4785 ± 20               | 13,1                  | 66,3 ± 4,7     | 59               |
| NGC 392                | S0^-?           | Lenticolare                    | 01h 08m 23.4s | 33° 08′ 01″   | 4692 ± 26               | 12,7                  | 63,2 ± 4,4     | 98               |
| IC 1654*               | (R)SB(r)a       | Spirale barrata                | 01h 15m 11.9s | 30° 11′ 41″   | 4897 ± 10               | 13,2                  | 67,9 ± 4,8     | 105              |
| NGC 444                | Sd              | Spirale                        | 01h 15m 49.6s | 31° 04′ 49″   | 4839 ± 5                | 14,3                  | 67,0 ± 4,7     | 104              |
| NGC 452*               | SBab            | Spirale barrata                | 01h 16m 14.8s | 31° 02′ 02″   | 4962 ± 5                | 12,5                  | 68,9 ± 4,7     | 161              |
| IC 1618                | S0              | Lenticolare                    | 01h 05m 56.0s | 32° 24′ 44″   | 4719 ± 20               | 14,7                  | 65,0 ± 4,6     | 51               |
| UGC 679                | Sdm             | spirale magellanica            | 01h 07m 03.6s | 32° 23′ 22″   | 5110 ± 3                | 14,34                 | 71,0 ± 5,0     | 73               |
| NGC 374                | S0/a            | Lenticolare                    | 01h 07m 05.8s | 32° 47′ 42″   | 5031 ± 29               | 13,5                  | 69,8 ± 4,9     | 90               |
| NGC 388                | E3?             | Ellittica                      | 01h 07m 47.1s | 32° 18′ 36″   | 5444 ± 20               | 14,3                  | 75,9 ± 5,3     | 57               |
| UGC 697                | SB?             | Spirale barrata                | 01h 08m 04.7s | 33° 27′ 12″   | 4700 ± 9                | 12,42 ± 0,26          | 65,0 ± 4,6     | 66               |
| NGC 410                | E+              | Ellittica                      | 01h 10m 58.9s | 33° 09′ 07″   | 5294 ± 16               | 11,5                  | 72,4 ± 5,1     | 174              |
| NGC 414                | S0 pec?         | Coppia di galassie lenticolari | 01h 11m 17.8s | 33° 06′ 46″   | 4730 ± ?                | 13,8                  | 73,8 ± 5,2     | 58               |
| IC 1652*               | S0a             | Lenticolare                    | 01h 14m 56.2s | 31° 56′ 55″   | 5176 ± 30               | 13,5                  | 72,0 ± 5,1     | 99               |
| IC 1666*               | Scd             | Spirale                        | 01h 19m 53.4s | 32° 28′ 02″   | 4881 ± 4                | 13,5                  | 67,8 ± 4,8     | 77               |
| NGC 379**              | S0              | Lenticolare                    | 01h 07m 15.7s | 32° 31′ 13″   | 5578 ± 29               | 12,8                  | 77,9 ± 5,5     | 95               |
| UGC 7141               | S               | Spirale                        | 01h 09m 59.4s | 32° 22′ 06″   | 5179 ± 5                | 12,52                 | 64,1 ± 4,5     | 75               |
| Altri membri probabili |                 |                                |               |               |                         |                       |                |                  |
| NGC 386                | E3?             | Ellittica                      | 01h 07m 31.3s | 32° 21′ 43″   | 5556 ± 20               | 14,3                  | 77,6 ± 5,5     | 54               |
| NGC 387                | E               | Ellittica                      | 01h 07m 33.0s | 32° 23′ 28″   | 4707 ± 23               | 15,5                  | 65,1 ± 4,6     | 32               |
| NGC 388                | E3?             | Ellittica                      | 01h 07m 47.1s | 32° 18′ 36″   | 5444 ± 20               | 14,3                  | 75,9 ± 5,3     | 57               |

- 1 Le galassie UGC 714 e UGC 724 sono designate come 0106+3153 e 0107+3205 nell'articolo di Mahtessian. Si tratta di una notazione abbreviata per indicare CGCG 0106.5+3153 e CGCG 0107.2+3205.

Il sito DeepskyLog permette di trovare agevolmente le costellazioni in cui sono situate le galassie; in alternativa si possono utilizzare le coordinate delle galassie per individuarle. Se non altrimenti indicato, le coordinate sono quelle fornite dal sito NASA/IPAC (National Aeronautics and Space Administration / Infrared Processing and Analysis Center).